# 183
183 (CLXXXIII) var ett normalår som började en tisdag i den julianska kalendern.

## Händelser

### Okänt datum
- Medlemmar av den romerska senaten genomför ett misslyckat mordförsök mot kejsar Commodus.

## Födda
- Lu Yi, general i det kinesiska kungariket Wu (död 245)

## Avlidna
- Theofilus, patriark av Antiochia (död omkring detta år)